# Drive away/幸福の条件
「Drive away/幸福の条件」（ドライブ・アウェイ/しあわせのじょうけん）は、日本の音楽ユニット・GIRL NEXT DOORの2作目のシングル。

## 概要
- 前作「偶然の確率」から3か月ぶりにして、初の両A面シングル。
- 前作発売前には既に発売が発表されていた[注 1][1]。
- 表題1曲目はトヨタグループ『トヨタテクニカルディベロップメント』のCMソングに[2][3][4]、表題2曲目はTBS系列『王様のブランチ』のエンディングテーマに使用された[5]。初のCMタイアップを手掛け、『王様のブランチ』とのタイアップは前作に続き2度目となった。
- ジャケットが異なるCD+DVD規格とCD規格の2形態で発売され、CD+DVD規格のDVDには表題1曲目のミュージック・ビデオが収録された。
- オリコンチャート初登場3位を獲得。2作連続でトップ3入りを果たした[3]。

## 収録曲
| 全作詞: 千紗 & Kenn Kato、全作曲: 鈴木大輔。 |                                |                  |            |                           |            |      |
| #                                            | タイトル                       | 作詞             | 作曲・編曲 | 編曲                      | リミックス | 時間 |
| 1.                                           | 「Drive away」                 | 千紗 & Kenn Kato | 鈴木大輔   | GIRL NEXT DOOR & 石塚知生 |            | 4:19 |
| 2.                                           | 「幸福の条件」                 | 千紗 & Kenn Kato | 鈴木大輔   | GIRL NEXT DOOR & 石塚知生 |            | 3:54 |
| 3.                                           | 「Drive away (maximizor mix)」 | 千紗 & Kenn Kato | 鈴木大輔   |                           | 星野靖彦   | 4:40 |
| 4.                                           | 「Drive away (ice cream mix)」 | 千紗 & Kenn Kato | 鈴木大輔   |                           | 鈴木大輔   | 6:11 |

### 解説
1. Drive away
ミュージック・ビデオはアメリカ合衆国のカリフォルニア州ロサンゼルスにて撮影され[6]、マドンナやブリトニー・スピアーズのミュージック・ビデオに出演経験のあるダンサーを含む、総勢100名の外国人エキストラが参加した[2][4]。
2. 幸福の条件
3. Drive away (maximizor mix)
表題1曲目のリミックスバージョン。
4. Drive away (ice cream mix)
表題1曲目のリミックスバージョン。

## 参加ミュージシャン
GIRL NEXT DOOR
- 千紗：Vocal
- 鈴木大輔：Keyboards
- 井上裕治：Guitar

## タイアップ
- トヨタグループ『トヨタテクニカルディベロップメント』CMソング (#1)
- TBS系列情報バラエティ番組『王様のブランチ』2008年10,11月度エンディングテーマ (#2)

## 収録アルバム
- GIRL NEXT DOOR (#1,2)
- SINGLE COLLECTION (#1)
- girl next door THE LAST (全曲)
- きみのミカタ 〜歩み続けるきみへ〜 (#1)[7]
- SUPER BEST HITS a-mix (#1)